# توركسات (شركة)
توركسات ( التركية: Türksat Uydu Haberleşme Kablo TV ve İşletme A.Ş. Türksat Uydu Haberleşme Kablo TV ve İşletme A.Ş. ) هي مشغل أقمار الاتصالات الوحيد في تركيا. تأسست في 21 ديسمبر 1990 كشركة مملوكة للدولة باسم أقمار الاتصالات الوطنية التركية (Türksat Milli Haberleşme Uyduları) في جولباشي ، محافظة أنقرة ؛ ثم دمجت في النهاية خدمات الأقمار الصناعية لشركة الاتصالات التركية. وأصبحت توركسات. في 22 يوليو 2004. تمتلك شركة تركسات أيضًا 100٪ من أسهم شركة يورأسيا سات ، التي تأسست بشكل مشترك كشركة فرعية مع إيروسباسيال في عام 1996 لتصنيع وإطلاق توركسات 2A ( <b id="mwHg">يورأسيا سات</b> 1 ) في عام 2001.

## أنظر أيضاً
- تركسات (قمر صناعي)

## روابط خارجية
- موقع إلكتروني